# Estação Ferroviária de Cambunze
Cambunze é uma interface ferroviária no Caminho de Ferro de Luanda na província de Malanje, em Angola.

## Serviços
A interface é servida por comboios de longo curso no trajeto Musseques–Malanje.